# Юр-Даар
Юр-Даар (чечен. Йуьрда ара) — покинутый аул в Итум-Калинском районе Чеченской Республики.

## География
Расположен к юго-востоку от районного центра Итум-Кали.
Ближайшие населённые пункты и развалины бывших аулов: на северо-западе — бывшие аулы Верхний Херахой и Нижний Херахой, на северо-востоке — бывшие аулы Исмаилкалой, Мужиар, Хилдехарой и Кештерой, на юго-западе — село Ведучи, на востоке — бывшие аулы Беле Хайха, Юкарашты и село Зумсой, на западе — село Тазбичи.